# クレイ勇輝
クレイ 勇輝（クレイ ゆうき、本名：榑井 勇輝（読みは同じ）、1980年7月17日 - ）は、日本の音楽家。2人組音楽ユニットキマグレンとして活動したのちソロ歌手として活動を続けている。キマグレンでは、海の家をライブハウスとして2005年から2015年の解散まで10年間活動した。
キマグレン時代の海の家の経営やソロ活動と並行しての企業経営参画といった実業家としての経歴も持つ。現在はOCEANSのバンドメンバーとして活動中。

## 来歴
新潟県に生まれ、神奈川県逗子市で育つ。
1985年カナダ・サスカチュワン州に引越し海外生活の5年間で世界各国を旅する 。1990年帰国。中学時代はオーストラリアタスマニア州に留学。
1999年シラキュースにある私立シラキュース大学入学。2001年、ハワイ大学編入。
2004年、幼馴染のISEKIを誘い、逗子海岸に海の家ライブハウス（「音霊 OTODAMA SEA STUDIO」）を発足し、2005年にキマグレンを結成し、「KUREI」（クレイ）として活動。
Skoop On SomebodyのボーカルTAKEの影響でボクシングを始め、2013年5月9日にプロテストも受験。合格を果たした。所属はK's BOX（加山利治会長）で、リングネームは本名を使用。11月29日後楽園ホールでの窪田晃則戦でボクサーデビューするが、2度ダウンを喫し1回KO負け。
2015年2月に音霊 OTODAMA SEA STUDIOの運営会社、（株）音遊をセガサミーホールディングスに売却して代表取締役を退任。
2015年7月18日・19日のライブ『キマグレン FINAL CONCERT 2015 〜LAST SUMMER DAYS〜』を以て、キマグレン解散。
同年7月、芸名を「クレイ 勇輝」と改名。テレビ神奈川「あにまるまにあ」MCとしてレギュラー出演。
2016年10月、（株）音遊の代表取締役社長に就任。11月、abemaTV「クレイのポジティブTV」MCとしてレギュラー出演。
2018年にクレイ勇輝を中心にKafu Sato、元Aqua TimezのベースのOKP-STAR、OAUのMartin Johnson、FLOWER FLOWERの真船勝博らと、メンバーがその時々で入れ替わるコミュニティー系のバンドクレイユーキーズを結成。
2019年4月、（株）音遊が（株）ウェーブマスターと合併したため、音遊の代表取締役社長を退任。
2022年4月12日、グループ名を「クレイユーキーズ」改め、「OCEANS」に改名。

## ディスコグラフィ
※ ソロとしての活動のみを記載。

### クレイ勇輝

#### ミニアルバム
1. AGAIN -また夏に会いましょう- （2016年7月27日）

#### シングル
1. クレイ勇輝/SO LIFE GOES ON（2017年8月17日） - ライブ会場限定CD

### クレイユーキーズ(現：OCEANS)

#### シングル
1. クレイユーキーズ/LOVE LETTER（2019年8月11日） - ライブ会場限定CD

#### アルバム
1. OCEANS with love（2022年8月17日）

#### 配信シングル
1. 「世界から音が消えた日 with DAZBEE」（2020年5月18日）
2. 「RUNWAY with 伊原六花」（2020年6月23日）
3. 「道 with YUI」（2020年7月15日）
4. 「SOS with 斎藤アリーナ」（2020年8月29日）
5. 「海に行こうか」（2020年9月26日）
6. 「サヨナラSay Goodbye with YUI」（2020年11月22日）
7. 「LALALA with THÁI TRINH」（2021年1月17日）
8. 「Love Letter with 鎖那」（2021年2月8日）
9. 「LOOKING FOR THE RAINBOW with 武田玲奈」（2021年3月31日）
10. 「EKABO with DAZBEE」（2021年4月20日）
11. 「RADIO with THE CHARM PARK & 山田健人（ラニーノーズ）」（2021年5月31日）
12. 「A Chapter in my life about Happiness」（2021年6月30日） - ゲストボーカル・桜井奈子
13. 「この手。」（2021年7月25日） - ゲストボーカル・鈴木愛理
14. 「夏が終わる with 上野優華」（2021年8月30日）
15. 「MALIBU COKE」（2021年9月28日） - クレイユーキーズ with yui名義
16. 「18さぃ」（2021年10月26日） - クレイユーキーズ with yui名義
17. 「Summer in COLORZ」（2022年7月27日） - OCEANS with yui名義

#### 参加作品
- ヴァリアス・アーティスト CHANPURU STORY ～HY tribute～（AM11:00）（2018年8月8日） - HYのトリビュート・アルバムに「クレイユーキーズ with 井上苑子」名義で参加。

## 出演

### テレビ番組
- あにまるまにあ（2015年7月27日 - 、テレビ神奈川） - レギュラー、アンタッチャブル柴田と共演[5]
- クレイのポジティブTV（2016年11月27日 -　、abemaFRESH!） - レギュラー
- 有吉ゼミ 新春スペシャル（2016年1月4日、日本テレビ）
- アウト×デラックス（2016年4月14日、フジテレビ）
- 快傑えみちゃんねる（2016年7月8日、関西テレビ）
- 極上空間（2016年6月4日、BS朝日） - ファンキー加藤と共演
- 珍種目No.1は誰だ!? ピラミッド・ダービー（2016年7月17日、TBS）
- しくじり先生 俺みたいになるな!! 3時間スペシャル（2016年10月31日、テレビ朝日）[9][10]
- 究極の男は誰だ!?最強スポーツ男子頂上決戦（2017年5月11日、TBS）
- ビートたけしのTVタックル
  - （2017年8月6日、テレビ朝日）
  - （2018年8月3日、テレビ朝日）
  - （2019年7月24日、テレビ朝日）
- 楽天ショッピングライブTV（2018年5月-） - レギュラーMC
- ミュージックステーション（2019年8月2日、テレビ朝日）*キマグレン
- ニンゲン観察バラエティ モニタリング（2021年8月12日、TBS）[11]
- 高見沢俊彦の美味しい音楽 美しいメシ（2024年10月25日、BS朝日）[12]

## その他の主な活動
- 音霊 OTODAMA SEA STUDIO